# Halttulanmatala
Halttulanmatala är en ö i Finland. Den ligger i Bottenviken och i kommunen Ijo i den ekonomiska regionen  Oulunkaari i landskapet Norra Österbotten, i den norra delen av landet. Ön ligger omkring 61 kilometer norr om Uleåborg och omkring 600 kilometer norr om Helsingfors.
Öns area är 1,6 hektar och dess största längd är 180 meter i öst-västlig riktning.